# Browary Warszawskie
Browary Warszawskie – browar w Warszawie, działający w latach 1948–2004, utworzony na bazie upaństwowionych browarów Haberbusch i Schiele. Produkował m.in. piwo Królewskie.
Siedziba browaru znajdowała się przy ul. Grzybowskiej 58/70.

## Historia
W 1846 roku dawni pracownicy browaru Jana G. Schöffera przy ul. Krochmalnej: Haberbusch, Schiele i Klawe zakupili jego licencję. Browar ten słynął z produkcji piwa typu bawarskiego (wyższa zawartość alkoholu i gorzkawy smak). Browar pod nową firmą „Haberbusch i Schiele”, zachował receptury i kontynuował produkcje tej linii piwa, ponadto wyspecjalizował się w piwach typu: angielskiego i portera. 
W 1945 w piwnicach zniszczonego browaru Haberbusch i Schiele znajdowało się kilka tysięcy hl piwa, które sprzedano w marcu i kwietniu tego roku.

## Po 1945 roku
Wraz z upaństwowieniem przedsiębiorstw przemysłowych w tym i browaru w 1946 zadecydowano, aby z powodu zniszczeń nie odbudowywać zakładu w dawnym miejscu, ale decyzję jednak zmieniono i w 1949 rozpoczęto jego odbudowę. 
Odbudowa i rozbudowa browaru warszawskiego trwała do lipca 1954, kiedy to wznowiono produkcję. Ponieważ w kraju nie produkowano urządzeń piwowarskich, aby uruchomić zniszczony zakład część z nich została przywieziona do Warszawy z innych, nieczynnych browarów. W 1961 rozbudowano rozlewnię piwa butelkowego i uruchomiono nowoczesną słodownię mechaniczno-pneumatyczną. Część wytwarzanego słodu eksportowano. W 1963 uruchomiono kotłownię gazową i oddano do użytkowania oddział krytych kadzi fermentacyjnych. W 1965 zakład wyprodukował 330 tys. hl piwa, 5,7 tys. ton słodu i zatrudniał ok. 350 osób.
Po wznowieniu produkcji w 1954 browar wszedł w skład utworzonego w 1947 przedsiębiorstwa pod nazwą Warszawskie Zakłady Piwowarsko-Słodownicze i stał się jego siedzibą. W 1968 zakład wraz z browarami w Ciechanowie, Ciechomicach i Wyszkowie utworzył przedsiębiorstwo pod nazwą "Warszawskie Zakłady Piwowarskie" z siedzibą w Warszawie. 
W 1970 w browarze produkowano piwa jasne pełne „Specjal“, „Królewskie“ (Kongresowe) oraz piwo „Porter“. W 1974 na siedem gatunków produkowanego piwa pięć posiadało tzw. znak jakości. Do 1975 piwo beczkowe sprzedawano na terenie województwa warszawskiego, natomiast piwa butelkowe w Warszawie. Po 1975 piwo sprzedawano na terenie aglomeracji warszawskiej.
19 lipca 1972 roku z linii produkcyjnej w warszawskim browarze zjechały pierwsze w Polsce butelki licencyjnie produkowanej Coca-Coli. W ciągu pierwszego dnia sprzedano w warszawskim „Supersamie” i „Sezamie” w ciągu godziny 240 skrzynek po 24 butelki – w sumie 5 760 butelek Coca-Coli.  
W 1992 browary przekształcono w spółkę pracowniczą pod nazwą Browary Warszawskie S. A., która przejęła mienie Skarbu Państwa w odpłatne użytkowanie. W 1997 nastąpiła zmiana nazwy na Browary Warszawskie „Królewskie” S. A.. W 2000 roku rozpoczęto negocjacje z inwestorem, koncernem austriackim Brau Union AG i już w marcu 2001 udziały przedsiębiorstwa przejął za zgodą MSWiA inwestor strategiczny.
15 czerwca 2004 roku walne zgromadzenie wspólników Brau Union Polska zdecydowało o wycofaniu się z Polski i odsprzedaniu Grupie Żywiec Browaru Kujawiak w Bydgoszczy oraz zakończeniu produkcji w browarze warszawskim i przeniesieniu jej do zakładu w Warce. Wynikało to z faktu, że grupa Brau Union AG została włączona do koncernu Heineken N. V., do którego w Polsce należy m.in. Grupa Żywiec. Za likwidacją produkcji przemawiały także problemy z produkcją w centrum dużego miasta, a także straty finansowe spółki – w latach 2000-2003 wyniosły one 100 mln zł. Browary Warszawskie opuściły swoją warszawską siedzibę do 15 lipca 2004 roku, jednak stacja uzdatniania wody pracowała do 29 grudnia 2004 roku. W wyniku likwidacji zakładu przestało istnieć 250 miejsc pracy w Warszawie. Piwa „Specjal“ i „Porter“ stały się markami koncernu Heineken.
Po likwidacji browaru w zabudowaniach początkowo mieściły się magazyny, później przystąpiono do wyburzeń budynków. W 2007 roku teren browarów był już praktycznie pusty. Ostatnie niewyburzone zabudowania znajdowały się jeszcze między ul. Krochmalną a Chłodną i były to: warzelnia, stacja uzdatniania wody, laboratorium oraz ciąg podziemnych korytarzy. W 2014 nieruchomość została kupiona przez spółkę Echo Investment i powstał tam wielofunkcyjny kompleks Browary Warszawskie, łączący przestrzeń biurową, mieszkalną oraz strefę gastronomiczną i usługową.